# Molossus aztecus
Molossus aztecus is een zoogdier uit de familie van de bulvleermuizen (Molossidae). De wetenschappelijke naam van de soort werd voor het eerst geldig gepubliceerd door Saussure in 1860.

## Voorkomen
De soort komt voor in Mexico, Nicaragua en Guatemala.